# Дивов, Игорь Николаевич
Игорь Никола́евич Ди́вов (11 марта 1921, Владикавказ — 27 ноября 2000, Москва) — советский актёр театра кукол и эстрады, народный артист РСФСР (1979).

## Биография
Игорь Николаевич Дивов родился 11 марта 1921 года во Владикавказе. В 1939 году поступил в Московскую театральную студию А. Арбузова.
В 1941 году ушёл на фронт, в декабре 1941 года был ранен в лицо и потерял возможность вернуться к актёрской работе. Не желая расставаться со своей мечтой, после госпиталя в 1943 году пришёл на работу в Центральный театр кукол Сергея Образцова, эвакуированный в Новосибирск. В театре под руководством ведущих мастеров С. Самодура, Е. Сперанского, 3. Гердта обучался профессии артиста-кукольника.
Выступал на эстраде с актрисой театра Софьей Яковлевной Мей и Наталией Степановой, озвучивал мультфильмы. В 1947 году вместе с Мей создал музыкально-пародийные номера, высмеивающие пошлость, халтуру, театральные штампы: «Дуэт Зупана и Лизы», «Цыганский танец с кастаньетами», «Песенка Периколы», опера «Тишина». В 1948—1956 годах выступал в программах театра «Синяя птичка».
В 1954 году дуэт Дивова и Мей участвовал в спектаклях Московского театра эстрады (номер «Роковое явление» в спектакле З. Гердта «Его день рождения»).
В 1955 году полностью перешёл на эстраду. С 1960 года выступал с женой Натальей Степановой. Тематика их куплетов, частушек, диалогов в стихах расширилась. В сотрудничестве с Михаилом Ножкиным дуэт создал остросатирические номера:
- «Меня перевоспитывай» («Куплеты стиляги и тунеядца»),
- «Собачья жизнь» — дуэт кукол-собак,
- «Синтетический баран» — о гибели естественной окружающей среды.

В 1962 году выступали в программе «Смеяться, право, не грешно…» М. Ножкина (в 2-х отделениях). В 1981 году создали программу «В гостях у дяди Лёши», где их кукольный «герой» представлял молодых артистов эстрады. Гастролировал во многих странах мира.
Игорь Дивов скончался 27 ноября 2000 года в Москве, на 80-м году жизни. Похоронен на Ваганьковском кладбище столицы (участок № 40).

## Семья
- Жена — актриса Наталья Алексеевна Степанова (1919—2011), окончила музыкальное училище им. Гнесиных, заслуженная артистка РСФСР.

## Награды и премии
- Заслуженный артист РСФСР (4.04.1968).
- Народный артист РСФСР (7.12.1979).

## Творчество

### Работы в театре
- «Гусенок» — Ёжик
- «Обыкновенный концерт» (позже «Необыкновенный концерт»)

### Фильмография

#### Режиссёр
- 1962 — Юбилей (Фитиль № 5)
- 1963 — Аппендицит (Фитиль № 15)

#### Актёр
- 1970 — Смеханические приключения Тарапуньки и Штепселя — кукловод
- 1977 — Игра на всю жизнь (документальный)

#### Озвучивание мультфильмов
- 1958 — Слово имеют куклы
- 1959 — Похитители красок — Бирюзок, голубая краска / Копоть, один из помощников Чёрной краски
- 1962 — Юбилей (Фитиль № 5) — все роли
- 1963 — Аппендицит (Фитиль № 15) — бюрократ
- 1963 — Ку-ка-ре-ку! — Кот
- 1965 — За час до свидания — Гоша (вокал)
- 1968 — Кот в сапогах — Кот
- 1976 — Слушается дело о... Не очень комическая опера — подсудимый алкоголик (вокал)

## Факты
- В СССР были широко известны «Куплеты стиляги и тунеядца» («Я подросток нетипичный…» и «Открытое письмо другу Васе, / С которым учился в одном классе») на стихи М. Ножкина в исполнении Игоря Дивова.

## Отзывы о творчестве
«В той же самой программе выступали наши популярные кукловоды Игорь Дивов и Наталья Степанова. Их традиционный персонаж — великовозрастный балбес Эдик сетует на то, что „нечем опохмелиться“, предлагает „балдеть с одеколончика“. Однако внешний облик Эдика, его манеры, интонации, характер его суждений настолько омерзительны, что вызывают в нас чувство гадливости. Здесь <…> есть определённая и чёткая позиция актёров, их неравнодушное отношение к тому, что они исполняют с эстрады».